# 夏洛特地區交通系統

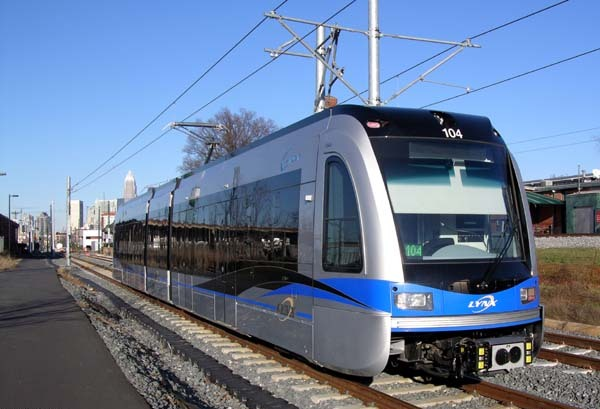
夏洛特轻轨列车

夏洛特地區交通系統（英語：Charlotte Area Transit System），是在美国北卡罗来纳州夏洛特地区由夏洛特地区交通局运营的一个轻轨系统。该系统只有一条线路，36个车站，总长9.6英里（15.45） ，日客流量1.6万人。

## 线路
该系统部分车站跟夏洛特有轨电车共线。